# Исет (царица)
Исе́т (или Исида; егип. Is.t «Исида») — древнеегипетская царица, второстепенная жена или наложница фараона XVIII династии Тутмоса II, мать следующего фараона Тутмоса III. После смерти супруга и по воцарении сына получила титул «Великой царицы».

## Биография
Исет происходила из знатной семьи, чтобы оказаться близко к царствующей семье, и была одной из женщин в гареме фараона. Фараон мог взять её в свой гарем в знак благосклонности к её семье. Исет получила титул «Великой царицы» лишь после смерти Тутмоса II. В его правление его главной женой и царицей оставалась Хатшепсут.
Рождённый Исет сын — единственный сын фараона — был провозглашён наследником незадолго до смерти Тутмоса II в около 1479 году до н. э. на его 29 или 30 году жизни. Регентшей при нём стала Хатшепсут, которая правила Египтом до своей смерти в 1458 году до н. э. К этому времени Исет получила титул «Мать фараона». Титул «жена божественного» она получила, вероятно, посмертно.
Тутмос III скончался 11 марта 1425 года до н. э., и на пеленах его мумии записано её имя. Также она упомянута на 98,5-см чёрной гранитной статуе, обнаруженной Жоржем Леграном в Карнаке и выставленной сегодня в Каирском музее (инв. № JE 37417; CG 42072). Статуэтка изготовлена по заказу её сына. Исет изображена восседающей на троне в калазирисе, ожерелье усех, пышном парике, золотой диадеме с двумя уреями. В руке она сжимает скипетр лотоса.